# Palyas auraria
Palyas auraria är en fjärilsart som beskrevs av Jacob Hübner 1831. Palyas auraria ingår i släktet Palyas och familjen mätare. Inga underarter finns listade i Catalogue of Life.